# Zevenhuizen-Moerkapelle
Zevenhuizen-Moerkapelle este o comună în provincia Olanda de Sud, Țările de Jos. 

## Localități componente
Moerkapelle, Oud Verlaat, Zevenhuizen.